# Artemis van Efeze
Artemis van Efeze of de Vrouwe van Efeze (Oudgrieks Ἀρτέμις Ἐφεσίης) was de interpretatio Graeca van een godin uit de Anatolische mythologie als Artemis. In tegenstelling tot haar Griekse vorm was zij in Klein-Azië echter een moedergodin en werd zo vereerd naast de Frygische moedergodin Kybele. Onder Romeinse heerschappij werd zij in een vergelijkbaar proces van interpretatio Romana Diana. Haar tempel in Efeze was een van de zeven wereldwonderen. Twee Artemisbeelden in Efeze zijn intact in zand ingegraven teruggevonden, mogelijk na een rituele begrafenis na een aardbeving.

## Voorstelling
De protuberanties vooraan de twee beroemde beelden van Artemis worden uiteenlopend geïnterpreteerd. Sommigen zeggen dat het inderdaad vele borsten zijn ten teken van vruchtbaarheid en overvloed. De Grieken hadden haar de bijnaam Polimastos gegeven (veelborstige). Anderen beweren dat het eieren zijn, als teken van vruchtbaarheid. De Zwitserse onderzoeker Gérard Seiterle beweert dat het de testikels van geofferde stieren zijn. Artemis was inderdaad ook gekend onder de bijnaam Tauro of Tauropolos (ταυρος, tauros = stier). En in Tauris (de Krim) offerden in mythische tijden de priesteressen van hogepriesteres Iphigenia alle mannen die er voet aan wal zetten, en staken hun hoofden op palen ter afschrikking voor andere nieuwsgierigen. De mensenoffers zouden later, in historische tijden, hebben plaats geruimd voor stierenoffers. Ook in Babylon was het inderdaad nog lange tijd gebruikelijk dat stieren als de vertegenwoordigers van de minnaars van de godin Isjtar mochten worden geofferd en dat hun testikels aan de godin werden aangeboden. Maar volgens sommigen kan deze interpretatie niet als mogelijke verklaring worden volgehouden.
Tegenwoordig beschouwt men de “eieren” van de Vrouwe van Efeze als een iconografische erfenis van de amberen kalebasvormige druppels, die elliptisch zijn in doorsnee en doorboord om op te hangen, zoals er in 1987-88 werden opgegraven. Ze bevonden zich in situ waar door een stormvloed in de 8e eeuw v.Chr. het oude houten beeld was weggespoeld. Dit soort borstversiering was al ontwikkeld tijdens de Geometrische periode.
Op de munten die in Efeze zijn geslagen, is Artemis veelal afgebeeld als veelborstige godin. Daarnaast zijn er ook vele munten met de afbeelding van de honingbij, als symbool van de vruchtbaarheid. Om dit te begrijpen, moet men 1000 jaar terug gaan in de tijd.  Rond 1700 v.C. waren de Hettieten de heersers in Anatolië. Telepinu was de god van de vruchtbaarheid.  De honingbijen waren de beschermers van deze vruchtbaarheidsgod. Later hebben de Grieken het land veroverd.  De god Telepinu is vervangen door de Griekse vruchtbaarheidsgodin Artemis.  Maar de gebruiken van de oude god bleven behouden.

## De Amazonen als eerste priesteressen
Callimachus (ca. 305-240 v.Chr.) noemde de Amazonen in zijn Hymne aan Artemis als degenen die de eerste temenos voor een heiligdom in Efeze was toegewezen en waar zij al Artemis vereerden.
De Griekse ontdekkingsreiziger en auteur Pausanias (ca. 115-180) vermeldde in zijn Beschrijving van Griekenland (Ἑλλάδος Περιήγησις) dat volgens Pindarus (522-443 v.Chr.) deze eerste Amazonen betrokken waren geweest bij het beleg van Athene. De tempel zou al zijn gevestigd voor hun komst en door hen als toevluchtsoord gebruikt zijn, zowel tegenover Herakles als Dyonisus. En op de friezen rond de latere tempel waren talloze reliëfs met Amazonen te vinden, gemaakt door Griekse beeldhouwers. Men beweerde dat de Amazonen de stichtsters van de stad Efeze waren geweest.
De betrokkenheid en aanwezigheid van de Amazones kan archeologisch niet worden vastgesteld.